# Connecticut State Route 79
Die Connecticut State Route 79 (kurz CT 79) ist eine in Nord-Süd-Richtung verlaufende State Route im US-Bundesstaat Connecticut.
Die State Route beginnt am U.S. Highway 1 in Madison und endet nach 23 Kilometern in Durham an der Connecticut State Route 17. Im Norden von Madison trifft sie auf die Interstate 95. Nach etwa zehn Kilometern kreuzt die Straße in North Madison an einem Kreisverkehr die Connecticut State Route 80, bevor die Connecticut State Route 148 kurz vor Durham an der CT 79 endet.

## Geschichte
Im 19. Jahrhundert war die Straße zwischen Madison und Durham als Durham and East Guilford Turnpike bekannt. Ab 1811 wurde die privat betriebene Straße mautpflichtig. Mit der Verstaatlichung bekam sie 1922 die Bezeichnung State Highway 190. Im Jahr 1932 wurden die Nummern der State Routes in Connecticut neu vergeben. Seitdem trägt sie die Nummer 79. In den 1940ern wurden Teile der Straße in Madison begradigt.